# Abarán
Abarán es un municipio español de la Región de Murcia, ubicado en la Vega Alta del Segura, a orillas del río Segura. Cuenta con 13 000 habitantes (INE 2024). Dista 40 km de la ciudad de Murcia, y 4 km de la ciudad de Cieza, cabeza del partido judicial del que Abarán forma parte. Su término tiene una extensión de 115 km².

## Geografía

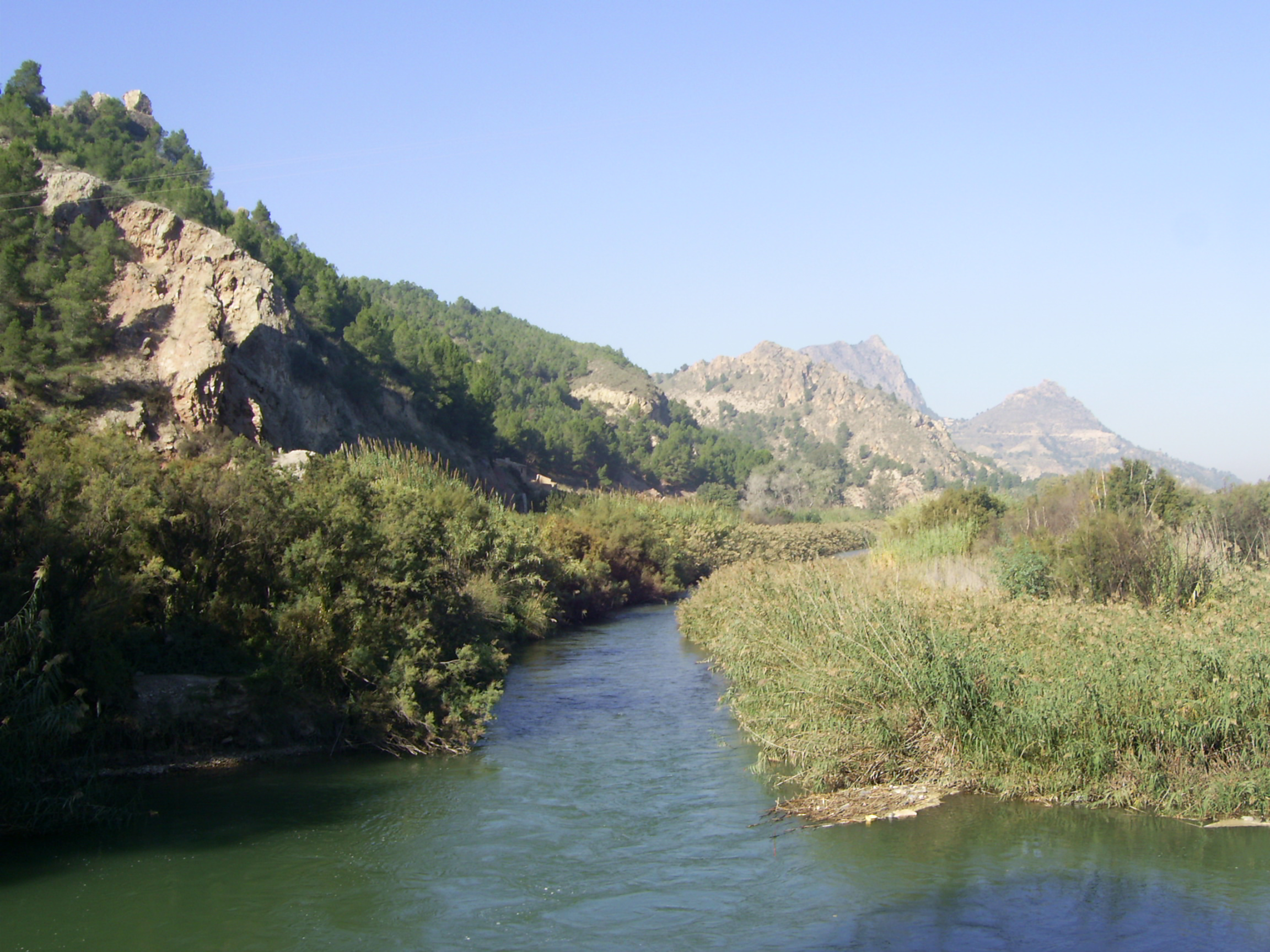
Paraje del río Segura en las proximidades de Abarán

Integrado en la comarca de la Vega Alta del Segura, se sitúa a 41 kilómetros de la capital murciana. 
La geografía del municipio está determinada por el río Segura y las sierras que lo circundan, pertenecientes al Sistema Subbético. Por el norte, la rambla del Moro sirve de límite con Cieza. Por el noroeste y oeste se alza la sierra del Oro, que supera los 900 m s. n. m. (Oro, 927 m s. n. m.). Por el sur, la rambla de Benito da paso al valle de Ricote. Por el noreste se extiende la sierra de la Pila, donde se sitúa el Parque Regional del mismo nombre, que cuenta con montañas que ascienden por encima de los 1000 m s. n. m. (Caramucel, 1025 m s. n. m.). El núcleo urbano de Abarán se alza a 190 m s. n. m., a orillas del río Segura. 
Posee diferentes pedanías y otras entidades menores, estas son: Barranco Molax (dentro de ella se encuentran los parajes de La Asomada, Casa Alcántara, El Rulete, Cabezo Negro y el núcleo de población de San José Artesano), El Boquerón, Casablanca, Corona, Hoya del Campo y Venta de La Aurora.

### Municipios limítrofes
| Noroeste: Cieza | Norte: Cieza y Jumilla | Noreste: Jumilla y Fortuna |
| Oeste: Cieza    |                        | Este: Blanca               |
| Suroeste Ricote | Sur: Ricote y Blanca   | Sureste: Blanca            |

## Historia
Los primeros restos arqueológicos hallados en el municipio corresponden a la Edad del Bronce, más de 2000 años a. C. Posteriores a estos son los restos íberos encontrados en el Cabezo de la Cobertera, El Boquerón y el Cabezo de la Carrahíla. 
Tras este periodo, vino la dominación romana de la que se encuentran vestigios en Cabezo de la Cobertera y Casa de Román, donde anteriormente existió una villa romana. Este periodo se extiende hasta la caída del Imperio Romano.
Con la llegada de los árabes surge el primitivo poblado de Fauaran. Es sabido que apoyaron al emir Ibn Hud en su lucha contra los almohades y también que tras la muerte de este (1238), el pueblo acepta el protectorado de Castilla sobre la taifa de Murcia que contemplaba el tratado de Alcaraz.
Con el conflicto sucesorio entre Alfonso X el Sabio y el infante don Sancho, el futuro Sancho IV promete donar cuando reine todo el Valle de Ricote, ...et con Fauaran..., a la Orden de Santiago. El documento que lo atestigua está fechado el 25 de marzo de 1281 y representa el primer documento escrito en el que se menciona a Abarán.
El desarrollo de la industria agroalimentaria a partir de comienzos del siglo XX hizo que se le conociera de manera popular como Abarán-París-Londres, debido al fuerte vínculo comercial que estableció de manera pionera con dichas ciudades.

## Geografía humana

### Demografía
Cuenta con una población de 13 000 habitantes (INE 2024).
| Gráfica de evolución demográfica de Abarán entre 1842 y 2021                                                          |
| |
| Población de derecho según los censos de población del INE. Población de hecho según los censos de población del INE. |

| Entidad de población | Población (2020) |
| -------------------- | ---------------- |
| Abarán (municipio)   | 13 022           |
| Abarán (núcleo)      | 9 810            |
| Barranco Molax       | 938              |
| Hoya del Campo       | 1 411            |
| Virgen del Oro       | 761              |

## Comunicaciones

### Por carretera
El término municipal está atravesado por la autovía A-30 y por la carretera N-301 entre los pK 359 y 361, además de por otras carreteras secundarias, como la RM-512 (permite la comunicación con Cieza) y la RM-514 (permite la conexión con Blanca).

### Autobús
Prestan servicio las siguientes líneas de autobús interurbano:
| Línea     | Recorrido                               | Operador    |
| --------- | --------------------------------------- | ----------- |
| MUR-007-1 | Cieza - Abarán                          | Sánchez Gil |
| MUR-007-2 | Abarán - Hoya del Campo                 | Sánchez Gil |
| MUR-085-1 | Cieza - Abarán - Murcia                 | Interbus    |
| MUR-085-2 | Moratalla - Calasparra - Cieza - Murcia | Interbus    |

## Política
| Elecciones Municipales - Abarán (2023) |                                          |       |           |            |
| Partido político                       | Partido político                         | Votos | % Válidos | Concejales |
|                                        | Partido Popular (PP)                     | 2 084 | 31,75%    | 6          |
|                                        | Partido Socialista Obrero Español (PSOE) | 2 030 | 30,93%    | 6          |
|                                        | Unión y Desarrollo (UYD)                 | 931   | 14,18%    | 2          |
|                                        | Izquierda Unida-Verdes (IU-V)            | 778   | 11,85%    | 2          |
|                                        | VOX                                      | 536   | 8,16%     | 1          |

## Patrimonio

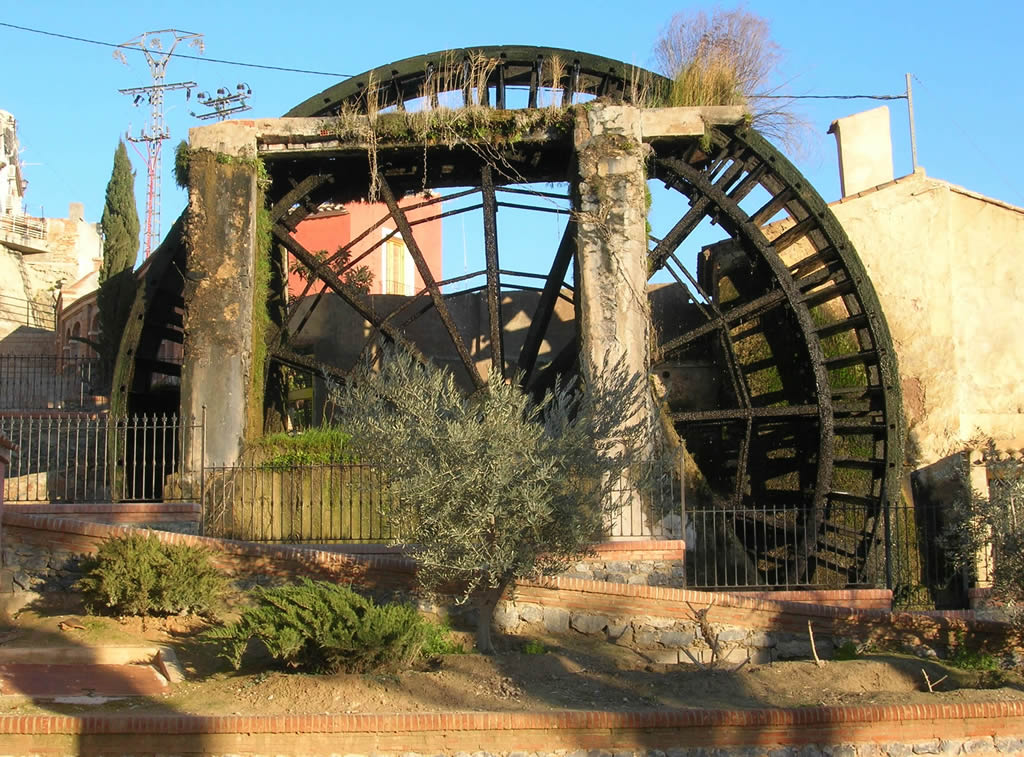
La Noria Grande de Abarán

Abarán tiene cuatro de las siete norias que todavía funcionan en la Región de Murcia. En el entorno de la noria Grande existe un parque realizado por los alumnos de las Escuelas Taller del municipio.
Además del río Segura y las norias, son de interés turístico la iglesia de San Pablo, la ermita de San Cosme y San Damián, patrones de la localidad, y el Santuario de la Virgen del Oro, situado en la sierra del Oro, patrona de Abarán.
El Puente Viejo fue declarado bien de interés cultural en 2006 En el término municipal se encuentra la presa del Jarral, icono de los descensos por el río Segura que transcurren entre las vecinas localidades de Cieza y Blanca.
También destaca el Teatro Cervantes (declarado Bien de Interés Cultural en 1986), diseñado por el arquitecto José Antonio Rodríguez, con tapices de la obra de Miguel de Cervantes, Don Quijote de la Mancha, y con características parecidas a las del Teatro Romea de Murcia.

## Gastronomía
Uno de los platos más típicos del municipio de Abarán es el pisto. Los habitantes suelen comerlo en días de fiesta, como acompañamiento de un bocadillo. Además, del arroz y conejo o comidas caseras de olla.
Algunos de los dulces más característicos son las famosas picardías, compuestas por caramelo y una avellana, tomado como un caramelo muy agradable en el paladar. Así como un postre muy conocido llamado condenados, donde los reposteros guardan desde hace muchos años su receta secreta.

## Fiestas

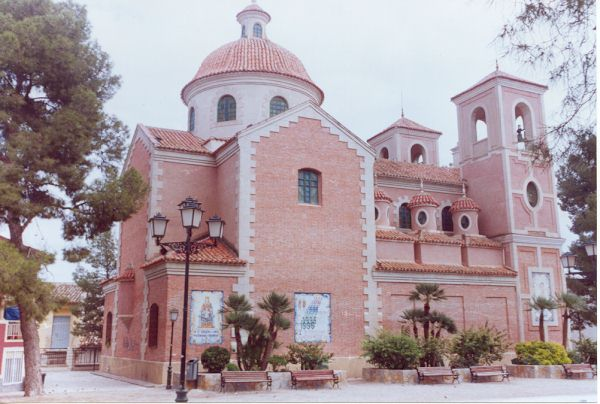
Ermita de los Santos Médicos San Cosme y San Damián

En Abarán se celebran varias fiestas al año: El día del niño, fiestas patronales y Semana Santa.
El día del niño: Es una de las fiestas más importantes para los abaraneros. Se celebra el día después de la noche de reyes, es decir el 6 de enero. En ella salen varias imágenes del Niño Jesús y entran a todas las casas del pueblo. Se cantan villancicos y dura hasta bien entrada la madrugada. Además se hace  una gran fogata en la plaza del ayuntamiento, para su salida, sobre las 8 de la noche.
Fiestas patronales: Los patronos de este pueblo son San Cosme y San Damián, además de la Virgen del Oro. Las fiestas patronales empiezan con la llamada “bajada de la virgen” donde bajan a la matrona desde su santuario hasta el atrio o la iglesia de San Pablo. Es una multitud de fenómenos religiosos, pero no solo es eso, sino que también se realiza una batalla de flores, donde la gente se disfraza y va en carrozas arrojando papelillos a la gente, organizada por la peña “El papelillo” y unas carrozas huertanas donde la gente se viste como se vestían las gentes de Murcia para ir a la huerta.
Semana Santa: Se celebran varias procesiones; algunas de las más importantes son:
La procesión del prendimiento, que se realiza los martes, no es una procesión donde aparecen todas las cofradías, pero cumple su cometido de narrar la historia, mediante imágenes de los Santos, de narrar el prendimiento de Jesús.
El Viernes Santo, se realizan tres procesiones, una de madrugada, que es la procesión de los Penitentes, durante su duración se hacen diversas paradas para cantar tonadillas, una por la mañana llamada “procesión del Vía Crucis”  en la cual se narra como Jesús sube al monte Gólgota para allí, ser crucificado. Salen todas las cofradías y, en una, aparecen hombres arrastrando la cruz simulando la escena, y una por la noche llamada “procesión del santo entierro” en la cual Jesús ya está muerto y llevan su féretro, narrando así el entierro de Jesús.
Domingo de Resurrección: También se le llama la procesión del encuentro Se celebra en la plaza del Ayuntamiento y como su nombre indica es el encuentro entre Jesús y su madre después de su resurrección. Tras su reencuentro los costaleros de la Cofradía de las Siervas de María sueltan al vuelo palomas para  indicar la alegría por ver a Cristo resucitado.

## Personas destacadas
- Amalia Gómez Gómez, doctora en Historia y Secretaria General de Asuntos Sociales del Gobierno de España (1996-2000)[11][12][13]

- Amanda Cano Gómez, deportista atlética de marcha (2007-actualidad).[14][15]

- David Templado Tornero (1881-1944), compositor.